# Lateraanse Obelisk
De Lateraanse Obelisk is een antieke obelisk op het Piazza San Giovanni in Laterano in Rome.
De obelisk zelf is 32,18 meter hoog. Met de voet en het kruis bovenop is de hoogte 45,7 meter. Het is een monoliet gemaakt van rood graniet met een geraamd gewicht van ongeveer 455 ton. Het is de grootste antieke obelisk ter wereld en de oudste in Rome, maar het is ook de obelisk die het laatst in de stad werd opgericht. Na eeuwenlang begraven te zijn geweest, werd hij in 1588 gerestaureerd en op het Piazza San Giovanni in Laterano geplaatst, naast het Lateraanse paleis.

## Geschiedenis

### Egypte
De obelisk werd in de 15e eeuw v.Chr. gemaakt in opdracht van farao Thoetmosis III en opgericht door zijn kleinzoon Thoetmosis IV. De obelisk stond voor de Tempel van Amon in Thebe. Uitzonderlijk was de obelisk geen deel van een paar. Door zijn schaduw op de grond te werpen, bracht hij de aanwezigheid van de Zonnegod nabij en toonde hij diens passage door het luchtruim.

### Circus Maximus
Rond 330 liet keizer Constantijn de Grote de obelisk over de Nijl verplaatsen naar Alexandria. Hij wilde de obelisk overbrengen naar Constantinopel, zijn nieuwe hoofdstad van het Romeinse Rijk. Dit is echter nooit gebeurd. Nadat de obelisk decennialang in Alexandria had gelegen nam keizer Constantius II, toen hij in 357 zijn enige bezoek aan de oude hoofdstad bracht, hem mee naar Rome. De obelisk werd op de spina van het Circus Maximus geplaatst, waar keizer Augustus reeds in 10 n.Chr. een andere Egyptische obelisk had opgericht.
Na de val van het West-Romeinse Rijk in de 5e eeuw raakte het Circus Maximus in onbruik. Op een zeker moment zijn de obelisken op de spina omgevallen of omgetrokken. De Lateraanse Obelisk brak in drie stukken en raakte bedolven onder een laag modder afkomstig van de beek, die nu door de ruïne van het circus stroomde.

### Piazza San Giovanni in Laterano
Gedurende de 15e en 16e eeuw werden de verloren gegane fragmenten van de beide obelisken gelokaliseerd, maar pas tijdens het pontificaat van Sixtus V werden er echt opgravingen in het circus gehouden. De in drie stukken gebroken Lateraanse Obelisk werden door architect Domenico Fontana gerestaureerd met behulp van materiaal dat hij aan de basis wegnam (hij sprak van vier palmen, maar het totale verlies zou eerder vier meter bedragen). Op 9 augustus 1588 werd de obelisk heropgericht op het Piazza San Giovanni in Laterano, naast de Sint-Jan van Lateranen. De obelisk kwam op de plaats van het Ruiterstandbeeld van Marcus Aurelius, dat naar de Piazza del Campidoglio op de Capitolijn was verhuisd.
De obelisk werd gewijd aan het Onoverwinnelijke Kruis. Op de voet staan inscripties die herinneren aan zijn Egyptische geschiedenis, de verhuizingen naar Alexandria en Rome en dat Constantijn de Grote in het naastgelegen Baptisterium van de basiliek werd gedoopt. Dit laatste is echter een historische fout, want Constantijn werd pas vlak voor zijn dood in 337 in Constantinopel gedoopt.

### Oude bronnen
- Ammianus Marcellinus, Res gestae, 16.10.17 en 17.4.6-23
- Michele Mercati, Degli obelischi di Roma, 1589
- Domenico Fontana, Della transportatione dell'obelisco Vaticano e delle fabriche di Sisto V, 1590